# NGC 6745

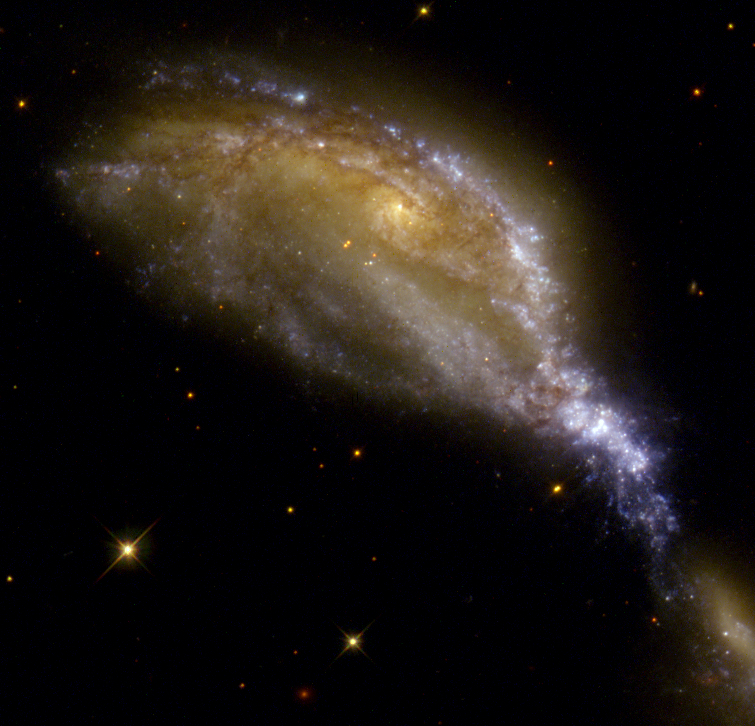
Hình ảnh của thiên hà NGC 6745

NGC 6745 (còn gọi là UGC 11391 hay PGC 62691, Bird's Head(Đầu chim), NGC 6745a/6745b/6745c) là một thiên hà vô định hình nằm trong chòm sao Thiên Cầm và nó cách chúng ta khoảng 206 triệu năm ánh sáng (63,5 mega- parsec). Nó vô định hình là do nó được tạo thành từ vụ va chạm của 3 thiên hà khác nhau.
Ba thiên hà đã va chạm cách đây hàng trăm triệu năm. Sau khi đi vào thiên hà lớn hơn (NGC 6745A) thì cho đến thời điểm hiện tại, thiên hà nhỏ hơn (NGC 6745B) vẫn còn đang chuyển động. Thiên hà NGC 6745 có lẽ là một thiên hà xoắn ốc trước khi va chạm, nhưng bây giờ nó đã không còn giữ được hình dạng ban đầu, cho nên hình dạng của nó trở nên rất đặc biệt. Bên cạnh đó, dường như là không có ngôi sao nào trrong hai thiên hà này va chạm vào nhau vì khoảng cách giữa chúng là quá lớn. 
Tất nhiên là khí gas, bụi và vùng từ trường chung quanh của hai thiên hà này tác động lẫn nhau trong vụ va chạm. Chính vì lẽ đó, thiên hà NGC 6745B hầu như là đã mất toàn bộ các dạng vật chất vào thiên hà lớn hơn là NGC 6745A.

## Dữ liệu hiện tại
Theo như quan sát, đây là thiên hà thuộc chòm sao Thiên Cầm. Và dưới đây là một số dữ liệu khác của nó:
Xích kinh:  19h 01m 41,7s
Xích + 40 ° 45 ′ 11 ″
Redshift 4545 ± 60 km/s
Khoảng cách 206 Mly
Độ lớn biểu kiến (V) 13,3
Kiểu thiên hà S? (không rõ)
Kích thước biểu kiến (V) 1′.4